# Миролюбова
Миролю́бова (рос. Миролюбова) — присілок у складі Ісетського району Тюменської області, Росія.
Стара назва — Одіна.
Населення — 60 осіб (2010, 90 у 2002).
Національний склад станом на 2002 рік:
- росіяни — 95 %